# Tituly a vyznamenání Sonji Norské

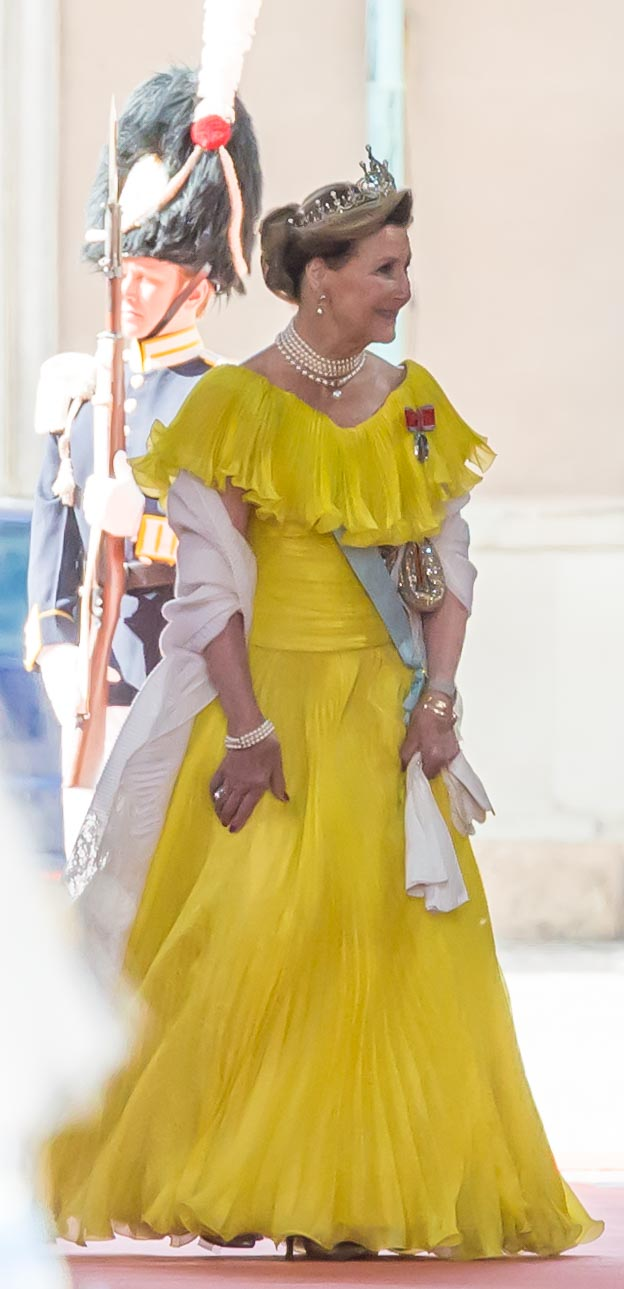
Sonja Norská (2015)

Manželka norského krále Haralda V. Sonja obdržela řadu norských i zahraničních vyznamenání, titulů a ocenění jak před nástupem svého manžela na trůn tak během jeho vlády. Mj. v roce 1982 obdržela Nansenovu cenu a v roce 1994 se stala doctor honoris causa na skotské Heriot-Wattově univerzitě.

## Tituly
- 4. července 1937 – 29. srpna 1968: slečna Sonja Haraldsen
- 29. srpna 1968 – 17. ledna 1991: Její královská Výsost korunní princezna norská
- 17. ledna 1991 – dosud: Její Veličenstvo královna

## Vyznamenání a ocenění

Erb Sonji Norské jakožto dámy velkokříže Řádu Karla III.

Erb Sonji Norské jakožto dámy Řádu Serafínů

### Norská vyznamenání
- velkokříž s řetězem Řádu svatého Olafa – 1972[1]
- velkokříž Norského královského řádu za zásluhy[1]
- dáma Královského rodinného řádu krále Olafa V.[1]
- dáma Královského rodinného řádu krále Haralda V.[1]
- Medaile 100. výročí narození krále Haakona VII. – 3. srpna 1972[1]
- Medaile 100. výročí narození krále Olafa V. – 2. července 2003[1]
- Pamětní medaile krále Olafa V. – 30. ledna 1991[1]
- Jubilejní medaile krále Haralda V. 1991–2016 – 17. ledna 2016[1][2]
- Jubilejní medaile krále Olafa V. 1957–1982 – 1982[1]
- Medaile stého výročí královské rodiny – 18. listopadu 2005[1]

### Zahraniční vyznamenání
- Argentina
  -  velkokříž Květnového řádu – 6. března 2018
- Belgie
  -  velkokříž Řádu Leopolda
- Brazílie
  -  velkokříž Řádu Jižního kříže
- Bulharsko
  -  velkokříž Řádu Stará planina – 29. srpna 2006
- Dánsko
  -  rytíř Řádu slona – 12. února 1973[3]
- Estonsko
  -  Řád kříže země Panny Marie I. třídy – 24. srpna 1998[4]
  -  Řád bílé hvězdy I. třídy – 26. srpna 2014[5]
- Finsko
  -  velkokříž Řádu bílé růže
- Francie
  -  velkokříž Národního řádu za zásluhy
- Chile
  -  velkokříž Řádu za zásluhy Chile – 27. března 2019
- Chorvatsko
  -  Velký řád královny Jeleny – 12. května 2011 – udělil prezident Ivo Josipović za výjimečné zásluhy při podpoře přátelství a za rozvoj vzájemné spolupráce mezi Chorvatskem a Norskem[6]
- Island
  -  velkokříž Řádu islandského sokola – 21. října 1981[7]
- Itálie
  -  velkokříž Řádu zásluh o Italskou republiku – 19. října 2001[8]
- Japonsko
  -  Řád drahocenné koruny I. třídy
- Jižní Korea
  -  Řád za zásluhy v diplomatických službách vyšší I. třída – 12. ledna 2019
- Jordánsko
  -  velkostuha Nejvyššího řádu renesance
- Litva
  -  velkokříž Řádu Vitolda Velikého – 3. září 1998[9]
- Lotyšsko
  -  velkokříž Řádu tří hvězd – 2. září 1998[10]
  -  Kříž uznání – 12. března 2015[11]
- Lucembursko
  -  velkokříž Řádu Adolfa Nasavského
  -  dáma Nasavského domácího řádu zlatého lva
- Maďarsko
  -  velkokříž Záslužného řádu Maďarské republiky
- Německo
  -  velkokříž speciální třídy Záslužného řádu Spolkové republiky Německo
- Nizozemsko
  -  Pamětní medaile usednutí na trůn královny Beatrix – 30. dubna 1980
  -  velkokříž Řádu nizozemského lva
  -  velkokříž Řádu koruny
- Polsko
  -  rytíř Řádu bílé orlice – 15. září 2002 – udělil prezident Aleksander Kwaśniewski
- Portugalsko
  -  velkokříž Řádu za zásluhy – 2. ledna 1981[12]
  -  velkokříž Řádu prince Jindřicha – 13. února 2004[12]
  -  velkokříž Řádu Kristova – 26. května 2008[12]
- Rakousko
  -  velkohvězda Čestného odznaku Za zásluhy o Rakouskou republiku – 1978[13]
- Řecko
  -  velkokříž Řádu Spasitele
- Slovensko
  -  Řád bílého dvojkříže II. třídy – 26. října 2010 – udělil prezident Ivan Gašparovič[14]
- Slovinsko
  -  Řád za mimořádné zásluhy – 6. května 2011 – za přínos k posílení hodnot moderní solidární společnosti rovných příležitostí doma i ve světě a za její podporu prosazování principů společenské odpovědnosti a spravedlnosti[15]
- Španělsko
  -  velkokříž Řádu Isabely Katolické – 12. dubna 1982 – udělil Juan Carlos I.[16]
  -  velkokříž Řádu Karla III. – 21. dubna 1995 – udělil Juan Carlos I.[17]
- Švédsko
  -  rytíř Řádu Serafínů
  -  Medaile k 50. narozeninám krále Karla XVI. Gustava – 30. dubna 1996
  -  Medaile rubínového výročí krále Karla XVI. Gustava – 15. září 2013

### Nestátní ocenění
- Nansenova cena – 1982[1]
- Odznak cti ve zlatě Vojenské společnosti v Oslu (uděluje Oslo Militære Samfund)[1]
- Odznak cti Norského červeného kříže[1]
- Zlatý Olympijský řád – Mezinárodní olympijský výbor, 1994[1]

## Akademické tituly
- doctor honoris causa na Heriot-Wattově univerzitě v Edinburghu – 1994